# Gordan Jandroković
Gordan Jandroković (Belovár, 1967. augusztus 2.) horvát diplomata és politikus, 2017 óta a horvát parlament elnöke. Korábban 2008 és 2011 között külügyminiszterként és európai integrációs miniszterként, 2010 és 2011 között miniszterelnök-helyettesként tevékenykedett Ivo Sanader és Jadranka Kosor kormányában.

## Élete és pályafutása
Belováron született 1967. augusztus 2-án. 1991-ben szerzett diplomát a Zágrábi Egyetem Építőmérnöki Karán, majd 1993-ban a Politikatudományi Karon. Jandrokovićot hatszor választották képviselővé horvát parlamentben: 2003-ban, 2007-ben, 2011-ben, 2015-ben, 2016-ban és 2020-ban. Parlamenti pályafutása során többek között 2003-tól 2004-ig a Gazdasági, Fejlesztési és Felújítási Bizottság, 2004-től 2007-ig a Külpolitikai Bizottság elnökeként tevékenykedett. Ugyanebben a ciklusban a Horvátország – EU Parlamenti Vegyes Bizottságba delegált küldöttség elnöke volt. Jandroković a horvát parlament hetedik ciklusában, 2011-től 2015-ig alelnöke volt előbb az Európai Integrációs Bizottságnak, majd a Horvátország európai uniós csatlakozásával létrejött Európai Ügyek Bizottságának. 2016. január 23-án választották meg az Európai Ügyek Bizottságának elnökévé. A 2016. szeptemberi rendkívüli parlamenti választást követően 2016. október 14-én a horvát parlament alelnökévé választották.
A választások után 2016-ban kötött megállapodás értelmében a kormánykoalíció két pártja, az Andrej Plenković miniszterelnök vezette a Horvát Demokratikus Közösség (HDZ) és a Božo Petrov későbbi parlamenti elnök vezette Független Listák Hídja (Most) Jandrokovićnak valamikor 2018-ban kellett volna átvennie az elnöki posztot. A HDZ és a Most közötti koalíció felbomlása miatt azonban Božo Petrov 2017. május 4-én lemondott házelnöki posztjáról, és egy nappal később Jandrokovićot szavazták meg az új házelnöknek. Jandrokovićot a 2020-as választásokat követően 2020. július 22-én újraválasztották házelnöknek.

## Fordítás
Ez a szócikk részben vagy egészben  a   Gordan Jandroković című angol Wikipédia-szócikk ezen változatának fordításán alapul.  Az eredeti cikk szerkesztőit annak laptörténete sorolja fel. Ez a jelzés csupán a megfogalmazás eredetét és a szerzői jogokat jelzi, nem szolgál a cikkben szereplő információk forrásmegjelöléseként.